# Nelson's Farewell/The Foggy Dew
Nelson's Farewell/The Foggy Dew è il primo singolo del gruppo irish folk irlandese The Dubliners, pubblicato nel 1966.

## Il brano
Il testo di Nelson's Farewell riguarda l'esplosione della bomba che nel marzo 1966 distrusse la colonna Nelson (colonna dorica dei primi del 1800, alta 40,8 m) nel centro di Dublino per mano dell'Irish Republican Army. Nel corso degli anni il brano verrà inserito in diverse raccolte.

## Tracce
1. Nelson's Farewell
2. The Foggy Dew